# Conavigua
Conavigua, acrónimo de Coordinadora Nacional de Viudas de Guatemala, es una organización pacifista guatemalteca de defensa de los derechos humanos y del pueblo maya. También promueve la igualdad de las mujeres organizadas en unos 300 grupos locales, abordando temas como la violencia sexual y la impunidad de las estructuras militares gubernamentales.

## Historia
Conavigua fue fundada en 1988 por un grupo de mujeres de los departamentos de Quiché, Totonicapán y Chimaltenango con el objetivo de proveer bienes básicos para la supervivencia familiar, coordinar mujeres viudas que habían perdido a sus maridos durante la guerra civil guatemalteca y denunciar la opresión del pueblo maya. Posteriormente se expandió a otros departamentos, involucrando a comunidades de mujeres se encontraban principalmente en áreas rurales en un contexto de pobreza extrema, violación de derechos humanos, alta tasa de analfabetismo, falta de acceso a la salud, a la justicia, y exclusión de los espacios públicos de toma de decisiones. Los miembros de la organización se enfrentaron durante décadas a agresiones, secuestros y asesinatos.
Rosalina Tuyuc, una de las fundadoras, fue diputada al Congreso de la República en 1995 por el Frente Democrático Nueva Guatemala (FDNG). Tuyuc también dirigió en 2004 el Programa Nacional de Resarcimiento, activo entre 2003 y 2023, el cual buscaba una afianzar la seguridad jurídica sobre la tierra, restitución de vivienda e inversión productiva de las personas afectadas por la guerra. 
Otro de los frentes de activismo del colectivo durante los primeros años de la guerra fue la lucha contra el reclutamiento militar forzoso, impulsando entre otras cosas una ley (Ley de Servicio Cívico) que permitiera realizar trabajos sociales como alternativa al servicio militar obligatorio.
En 1994 se le encargó a la Comisión para el Esclarecimiento Histórico la realización de un informe sobre lo ocurrido durante el periodo del conflicto armado que fue publicado en 1998 bajo el título Guatemala: Memoria del Silencio, y en el que Conavigua y otras organizaciones guatemaltecas contribuyeron en gran medida a la inclusión en el informe del reconocimiento de la comisión de “actos de genocidio”, y de las violaciones de derechos humanos de las mujeres viudas y niños y niñas huérfanas.

## Actividades
En los últimos años Conavigua ha impulsado diversos programas de soporte, como por ejemplo los programas de mitigación del impacto socioeconómico de la pandemia del COVID-19 en las comunidades del corredor seco, o realizando campañas de alfabetización, cursos de formación y programas de ayuda en las comunidades rurales sobre medicina, salud mental, nutrición, agricultura resiliente o cuidado del medio ambiente.También cuenta con otras organizaciones afiliadas como el Movimiento de Jóvenes Mayas (Mojomayas) que promueve y defiende los derechos de la niñez y juventud maya.
A raíz del conflicto armado que duró 36 años, y que costó la vida de unas 200.000 personas, la mayoría de ellas (un 83%) eran indígenas mayas, Conavigua se ha dedicado durante las últimas décadas a realizar investigaciones y exhumaciones de fosas comunes en busca de las personas desaparecidas. Entre 2003 y 2023 este proceso de memoria histórica y de exhumaciones se enmarcó en el Programa Nacional de Resarcimiento, y Conavigua colaboró con el programa estatal brindando asesoramiento legal, coordinando la actividad con las familias, con la Fundación de Antropología Forense de Guatemala (FAFG) y con las autoridades locales. A fecha de 2023 se calcula que todavía sigue habiendo más de 45.000 personas desaparecidas y la organización continúa con esta tarea de investigación.También impulsa espacios de recuerdo como el memorial Paisajes de la Memoria de San Juan Comalapa. 
Conavigua ha colaborado con numerosas organizaciones de derechos humanos y pueblos indígenas como el Comité de Unidad Campesina, la Coordinadora de Organizaciones para el Resarcimiento del Pueblo Maya, la fundación Rigoberta Menchú Tum, la Fundación de Antropología Forense de Guatemala o la coordinadore de refugiados de Guatemala Mamá Maquin.
En el año 2000 la Fundación Rigoberta Menchú junto con otras 15 organizaciónes pro derechos humanos como Conavigua, Comisiones Obreras o la Organización Mundial Contra la Tortura y los familiares de los sacerdotes españoles asesinados Faustino Villanueva y José María Gran Cirera, presentaron a la Audiencia Nacional española una querella por genocidio contra el general Efraín Ríos Montt, jefe del Gobierno por golpe de Estado entre marzo de 1982 y agosto de 1983, el general Óscar Humberto Mejías, jefe de Gobierno por golpe de Estado desde agosto de 1983 a enero de 1986; el general Fernando Romeo Lucas García presidente de la República de Guatemala de 1978 a marzo de 1982; contra el general Ángel Aníbal Guevara Rodríguez, ministro de Defensa; contra Donaldo Álvarez Ruiz, exministro de Gobernación; contra el coronel Germán Chupina Barahona director de la Policía Nacional durante el gobierno de Lucas García; contra Pedro García Arredondo jefe del comando 6 de la Policía Nacional durante el Gobierno de Lucas García y contra Benedicto Lucas García, jefe del Estado Mayor del Ejército durante el mismo gobierno que los dos anteriores.
Ha contado con financiamiento del Fondo de las Naciones Unidas para la Consolidación de la Paz. Carmencita Cúmez ejerce de presidenta desde 2017.